# 진주 소씨
진주 소씨(晉州 蘇氏)는 경상남도 진주시를 본관으로 하는 한국의 성씨이다.

## 역사
시조 소알천(蘇閼川)은 아버지 아찬(阿飡) 소휴곤(蘇休昆:初諱 蘇武殷)과 가미로부인(加美老夫人) 사이에서 577년(신라 진지왕(眞智王) 2년) 5월 6일 경주 사량부(沙梁部)에서 탄생하여 서기 686년 신문왕(神文王) 6년 10월 12일 진주 구시동(현 상대동)에서 서거(逝去)하기까지 110세의 천수(天壽)를 누렸다. 알천은 사로국(斯盧國) 돌산고허촌(突山 高墟村)의 촌장 소벌도리(蘇伐都利)의 25세손이며, 아달라이사금(阿達羅抳師今)의 14세손이다. 상대등 총지국사장(上大等 摠知國事長) 박선(朴宣)의 딸인 영아부인 박씨(玲阿夫人 朴氏)와 혼인하여 슬하에 소이벌(蘇利伐)을 두었고, 소이벌은 예부령(禮部令) 석경태(昔京太)의 딸인 이우부인 석씨(利雨夫人 昔氏)와 혼인하였다. 알천은 화랑(花郞), 국선(國仙)을 거쳐 장군(將軍)과 대장군(大將軍), 이찬(伊飡), 각간(角干)을 지내고, 상대등(上大等)으로 재임 중 서기 654년에 진덕여왕(眞德女王) 등극 8년만에 승하를 맞는다. 화백회의 의장으로서 군신들의 결의로 왕위에 추대 받았으나 사양하고, 김춘추(金春秋)를 추대하여 신라왕으로 등극시킨 공적으로 소벌도리는 문열왕(文烈王)으로 추봉되었다. 영아부인 박씨(玲阿夫人 朴氏)와 며느리 이우부인 석씨가 이상동몽으로 소벌도리가 꿈에 나타나 도사곡에 구시목이 있는 곳(현재 진주시 상대동)으로 이거(移居)를 하게 되면 후손을 이을 것이며 구치자(九豸者:九將軍)를 얻을 것이란 현몽을 하게 된다. 현몽대로 660년 3월 3일 삼짇날 진주 구시동으로 이거하여 진주를 관향으로 하는 진주소씨의 문호를 열게 되는 계기가 되고, 이거 이듬해인 661년 1월 손자 소복서(蘇福瑞)을 얻게 되고, 알천은 소경(蘇慶)으로 개명을 하였다고 한다. 또한 독자 소이벌(蘇利伐)도 늙어서 아들을 얻은 기쁨으로 늙을 노(老)자에 기쁠 흔(欣)자를 쓰는 소노흔(蘇老欣)으로 개명을 하고 이후 차남 병부사(兵部史) 소복상(蘇福祥), 삼남 사공(司空) 소복정(蘇福廷) 등 삼형제를 두며, 현몽한대로 상대등 직계로 9대 동안에 모두 행정과 군사권을 가진 9대 9장군(九代 九將軍)을 낳게 되었다고 한다.
알천의 3세손 청주총관 소복서(蘇福瑞)로부터 4세손 한주총관 소억자(蘇億慈), 5세손 상주총관 소후준(蘇後俊), 6세손 웅주도독 소검백(蘇劍白), 7세손 청주도독 소상영(蘇尙榮), 8세손 청주도독 소목(蘇穆), 9세손 웅주도독 소은(蘇恩), 10세손 강주도독 소송(蘇淞), 11세손 하동태수 소격달(蘇格達)에 이르기까지 9대에 걸쳐 중흥을 이루었다고 한다.
소경의 15세손인 소계령이 고려조에서 현달하여 형부원외랑, 신호위상장군(上將軍), 이부상서 등을 지내고, 그 딸이 헌종(獻宗)의 비가 되어 회순왕후(懷純王后)에 책봉됨으로써 진산부원군(晋山府院君)에 봉해졌다고 한다.
한편, 1935년 간행된 《진주소씨족보》나 《씨족원류》에 따르면, 시조는 고려 말기의 소희철(蘇希哲)이다. 소희철(蘇希哲)은 상호군(上護軍)이었으며, 소희철의 후손 소세량(蘇世良)은 문과에 급제하여 벼슬이 대사성(大司成)이었다. 소세량의 아우 소세양(蘇世讓)도 문과 출신으로 벼슬이 찬성(贊成)과 대제학(大提學)에 이르렀고 문정(文靖)이란 시호를 받았다.
진주소씨는 시조를 〈경자보〉를 수간할 때까지는 문공공(文恭公) 소희철(蘇希哲)로 삼아왔으나, 1951년 발견된 양곡공(陽谷公) 후손 소창엽(蘇昌燁)이 소장하고 있는 세계 〈부소보(扶蘇譜)〉와 1975년 발견된 소종만(蘇鐘萬) 소장인 〈소치선가승(蘇致善家乘)〉에 따라 문헌사적과 분묘소재 등의 고증이 이루어져서 오늘날과 같이 상대등공 소경(蘇慶)을 시조로 바로잡게 되었음이 〈신유보〉에 나타나 있다.

## 인물
- 소세량(蘇世良, 1476년 ~ 1528년) : 1496년(연산군 2) 생원시에 합격하고, 1507년(중종 2) 식년문과에 병과로 급제하여 예문관검열을 거쳐 1516년 용담현령(龍潭縣令)을 역임하였다. 홍문관수찬, 사헌부의 장령, 홍문관의 응교·직제학 등을 거쳐 1522년 사간·좌부승지(左副承旨)·동부승지(同副承旨) 등을 역임하였다. 1524년 대사간에 승진되었다가 부모의 봉양을 위하여 남원부사를 자원하였다.[4]

- 소세양(蘇世讓, 1486년 ∼ 1562년) : 1504년(연산군 10) 진사시에 합격하고, 1509년(중종 4) 식년 문과에 을과로 급제하였다. 정언을 거쳐 수찬에 재직 시 단종의 어머니 현덕왕후(顯德王后)의 복위를 건의, 현릉(顯陵)에 이장하게 하였다. 1514년 사가독서(賜暇讀書)를 했고, 직제학을 거쳐 사성이 되었다. 1521년 영접사(迎接使) 이행(李荇)의 종사관으로 명나라 사신을 맞았고, 그 뒤 왕자사부(王子師傅) 등을 지냈다. 이어 전라도관찰사로 나갔으나, 1530년 왜구에 대한 방비를 소홀히 했다 하여 파직되었다. 이듬해 다시 기용되어 형조판서 등을 거쳐 1533년 지중추부사에 올라 진하사(進賀使)로 명나라에 다녀왔다. 1537년 형조·호조·병조·이조판서를 거쳐 우찬성이 되었다. 이듬해 성주사고(星州史庫)가 불타자 왕명에 따라 춘추관(春秋館)의 실록을 등사·봉안하였다. 1545년(인종 1) 윤임(尹任) 일파의 탄핵으로 사직하였다. 이 해 명종이 즉위한 뒤 을사사화로 윤임 등이 몰락하자 재기용되어 좌찬성을 지내다가 사직하고 익산에 은퇴하였다. 문명이 높고 율시(律詩)에 뛰어났으며, 글씨는 송설체(松雪體)를 잘 썼다. 익산 화암서원(華巖書院)에 제향되었다. 시호는 문정(文靖)이다. 저서로는『양곡집(陽谷集)』이 있으며, 글씨는 양주에 「임참찬권비(任參贊權碑)」와 「소세량부인묘갈(蘇世良夫人墓碣)」이 있다.[5]

- 소동도(蘇東道, 1592년 ∼ 1671년) : 전라도 익산 출신. 첨사 세공(世恭)의 증손. 할아버지는 진사 건(建)이고, 아버지는 찰방 만선(萬善)이다. 1617년(광해군 9) 생원시에 합격했다. 인조반정으로 서인(西人)이 집권하자 1635년 증광문과에 병과로 급제, 성균관에 보직된 뒤 1646년 사헌부지평이 되었고, 이듬해 평안도 은산부사를 지내고 정주목사로 선정을 베풀었다. 이어 암행어사로서 민정과 수령의 치적을 상세히 조사하여 보고하였다. 1650년(효종 1) 의주부윤이 되어 호란 후 피폐하여진 민생을 구제하고 국방과 영선사업에 힘썼다. 뒤에 경주부윤을 거쳐 1659년 황해도관찰사가 되어 수령전최(守令殿最)에 공정을 기하였다. 화암서원(花巖書院)에 제향되었다.

## 본관
진주(晋州)는 경상남도 서부에 위치한 지명이다. 본래 백제의 거열성(居烈城)이다. 663년(문무왕 3) 신라에 편입되어 거타주(居陀州)가 설치되었으며, 685년(신문왕 5)에 청주(菁州)를 설치하였다가, 757년(경덕왕 16)에 강주도독부(康州都督府)로 개칭되었다가 혜공왕 때 청주(菁州)로 개칭되었다. 고려 건국 후 940년(태조 23)에 다시 강주로 환원되었고, 983년(성종 2)에 12목의 하나인 진주목으로 개편하였다. 995년(성종 14)에는 정해군(定海軍)이라 하고 절도사(節度使)를 두어 산남도(山南道)에 속하게 하였다. 1012년에 안무사(按撫使)로 고쳤다가, 1018년(현종 9)에 진주목으로 복구되었다. 1392년(태조 1) 조선 건국 후 현비(顯妃) 강씨(康氏)의 내향(內鄕)이므로 진양대도호부(晉陽大都護府)로 승격하였다. 그러나 1402년(태종 2)에 진주목으로 환원되었다. 세종실록지리지에 경상도 진주목의 토성(土姓)으로 정(鄭)·하(河)·강(姜)·소(蘇) 4성이 기록되어 있다.
1896년 경상남도 진주군으로 개편되었다. 1939년 진주읍이 시로 승격하면서 나머지 지역이 진양군으로 개칭되었으며, 1995년 진양군이 진주시에 통합되었다.

## 과거 급제자
진주 소씨는 조선시대 문과 급제자 12명, 무과 급제자 16명, 생원·진사 51명을 배출하였다.
문과
소광진(蘇光震) 소대항(蘇大恒) 소동도(蘇東道) 소두산(蘇斗山) 소봉(蘇逢)
소사식(蘇斯軾) 소사원(蘇泗源) 소세량(蘇世良) 소세양(蘇世讓) 소우석(蘇禹錫)
소혜(蘇徯) 소호인(蘇好仁)
무과
소계성(蘇啓盛) 소계희(蘇繼禧) 소근술(蘇謹述) 소무신(蘇武臣) 소부(蘇溥)
소산준(蘇山濬) 소섭(蘇涉) 소예민(蘇禮民) 소익량(蘇益亮) 소잇심(蘇㗡心)
소종붕(蘇從鵬) 소창(蘇鋹) 소후열(蘇後烈) 소흡(蘇潝) 소흡(蘇潝) 소희익(蘇希益)
생원시
소개(蘇凱) 소대진(蘇大晉) 소동도(蘇東道) 소면규(蘇冕圭) 소명국(蘇鳴國)
소봉(蘇逢) 소봉선(蘇奉善) 소사원(蘇泗源) 소산복(蘇山福) 소성문(蘇聖門)
소세검(蘇世儉) 소세량(蘇世良) 소수규(蘇洙規) 소수중(蘇洙中) 소엽(蘇曄)
소운핵(蘇雲翮) 소이망(蘇爾望) 소정진(蘇貞震) 소지안
```
소진문(蘇振門)
```

소진황(蘇鎭璜) 소현도(蘇顯道) 소형우(蘇亨宇) 소후석(蘇厚錫) 소후유(蘇后由)
소희철(蘇希轍)
진사시
소건(蘇建) 소계흥(蘇啓興) 소광진(蘇光震) 소동명(蘇東鳴) 소두산(蘇斗山)
소두열(蘇斗烈) 소두원(蘇斗元) 소명곡(蘇鳴鵠) 소명국(蘇鳴國) 소선(蘇鍹)
소세양(蘇世讓) 소순(蘇巡) 소언산(蘇彦山) 소여유(蘇汝由) 소영복(蘇永福)
소욱(蘇昱) 소자파(蘇自坡) 소종선(蘇宗善) 소진천(蘇鎭千) 소태영(蘇泰永)
소학규(蘇學奎) 소형진(蘇亨震) 소휘만(蘇輝晩) 소휘식(蘇輝植) 소흥우(蘇興宇)
음관
소정규(蘇正奎)

## 항렬자
대동항렬
| 41세     | 42세   | 43세     | 44세   | 45세     | 46세   | 47세     | 48세   | 49세     | 50세   | 51세     | 52세   | 53세     | 54세   | 55세     | 56세   | 57세     | 58세   | 59세     | 60세   | 61세     | 62세   | 63세     | 64세   | 65세     | 66세   | 67세     | 68세   |
| -------- | ------ | -------- | ------ | -------- | ------ | -------- | ------ | -------- | ------ | -------- | ------ | -------- | ------ | -------- | ------ | -------- | ------ | -------- | ------ | -------- | ------ | -------- | ------ | -------- | ------ | -------- | ------ |
| 口술(述) | 휘(輝) | 口규(奎) | 진(鎭) | 口영(永) | 병(秉) | 口섭(燮) | 재(在) | 口호(鎬) | 순(淳) | 口수(秀) | 경(炅) | 口균(均) | 종(鍾) | 口홍(洪) | 근(根) | 口희(熙) | 기(基) | 口용(鎔) | 해(海) | 口상(相) | 형(炯) | 口재(載) | 현(鉉) | 口락(洛) | 동(東) | 口환(煥) | 경(坰) |

## 집성촌
- 전북특별자치도 남원시 주천면 주천리
- 전북특별자치도 남원시 덕과면 만도리
- 전북특별자치도 남원시 산동면 부절리
- 전북특별자치도 고창군 해리면 송산리
- 전북특별자치도 익산시 망성면 어량리
- 전북특별자치도 익산시 금마면 동고도리
- 전북특별자치도 익산시 금마면 서고도리
- 전북특별자치도 익산시 왕궁면 발산리

## 인구
- 1985년 9,196가구 38,872명
- 2000년 11,521가구 37,184명
- 2015년 50,357명 (진주 48,836명 + 진양 1,521명)

2000년 지역별 인구 분포는 서울 8,896명, 부산 1,570명, 대구 1,790명, 인천 1,450명, 광주 1,027명, 대전 1,184명, 울산 385명, 경기 6,730명, 강원 295명, 충북 488명, 충남 1,165명, 전북 8,125명, 전남 1,976명, 경북 845명, 경남 1,131명, 제주 127명이다. 서울을 제외하고, 전라북도 지역이 단연 가장 인구가 많다.
2015년 대한민국 통계청 인구주택총조사에서 집성촌인 익산을 본관으로 하는 인구는 1,043명으로 조사되었다.

## 같이 보기
- 혁거세 거서간